# Grotte de Tito Bustillo
La grotte de Tito Bustillo, aussi appelée grotte Ramu (asturien : cueva del Pozu'l Ramu), est une grotte préhistorique située dans la petite ville de Ribadesella, dans la communauté autonome des Asturies, en Espagne. 
Elle a été occupée par des Néandertaliens au début du Paléolithique supérieur, puis par Homo sapiens. Elle abrite des peintures pariétales parmi les plus anciennes connues en Europe. Elle a aussi livré des harpons en os et une sculpture de tête de chèvre en bois de cerf.

## Localisation
La grotte est située dans la commune de Ribadesella, dans l'est des Asturies.

## Description

Plan de la grotte
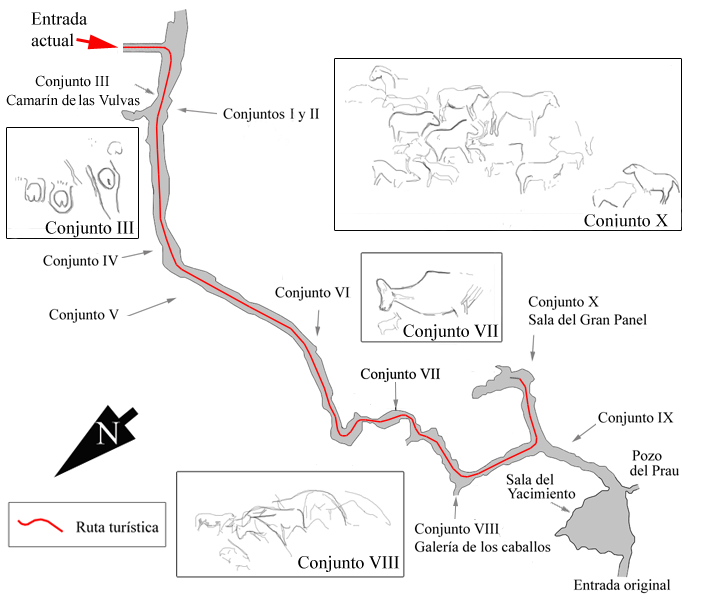

L'entrée originelle est à l'ouest (en bas à droite sur le plan ci-dessus), l'entrée actuelle à l’est (en haut à gauche).

## Historique
En raison de l'effondrement du porche, l'entrée originelle de la grotte a été scellée il y a des milliers d'années, ce qui a permis la conservation d'objets, d'outils et de peintures murales, qui ont été découverts en 1968.

## Art pariétal
La grotte compte 12 panneaux de peintures préhistoriques, ce qui en fait un des plus riches exemples de l'art préhistorique dans le nord de l'Espagne. La plus ancienne de ces peintures date d'environ 33 000 ans avant le présent, selon la datation par le carbone 14, et certains scientifiques pensent qu'elle aurait pu être réalisée par des Néandertaliens, bien que cette théorie n'ait pas été prouvée.
Une série de peintures a été datée entre 11 600 et 11 200 ans av. J.-C., c'est-à-dire du Magdalénien final (Magdalénien V-VI).
Certaines peintures représentent des animaux : chevaux, chevreuils, orignaux et même un animal marin (probablement une baleine) . Il y a également un motif représentant les organes génitaux féminins, qui pourrait peut-être invoquer la fertilité (petite chambre des vulves dont une apparaît même poilue),. Le tableau le plus ancien de la grotte représente une figure anthropomorphique, à la fois masculine et féminine.

### Matières premières des pigments
L'hématite (α‐Fe2O3) est le principal composant rouge, avec trois tailles granulaires (<1, <10 et <30 µm). Certains pigments contiennent aussi de la wustite, du carbone amorphe et du manganèse ; l'une des peintures contient également de l'hydroxyapatite (apatite hydroxylée). Les liants utilisés sont la calcite, α‐quartz et l’argile, mais pas de liants organiques. Des particules d'anatase sont également présentes dans certains cas.

Ces analyses montrent que l'ocre utilisée pour les peintures étudiées ne provient pas de la grotte même, qui pourtant en contient ; mais l'ocre de la grotte a néanmoins pu être utilisée pour deux des peintures présentes.

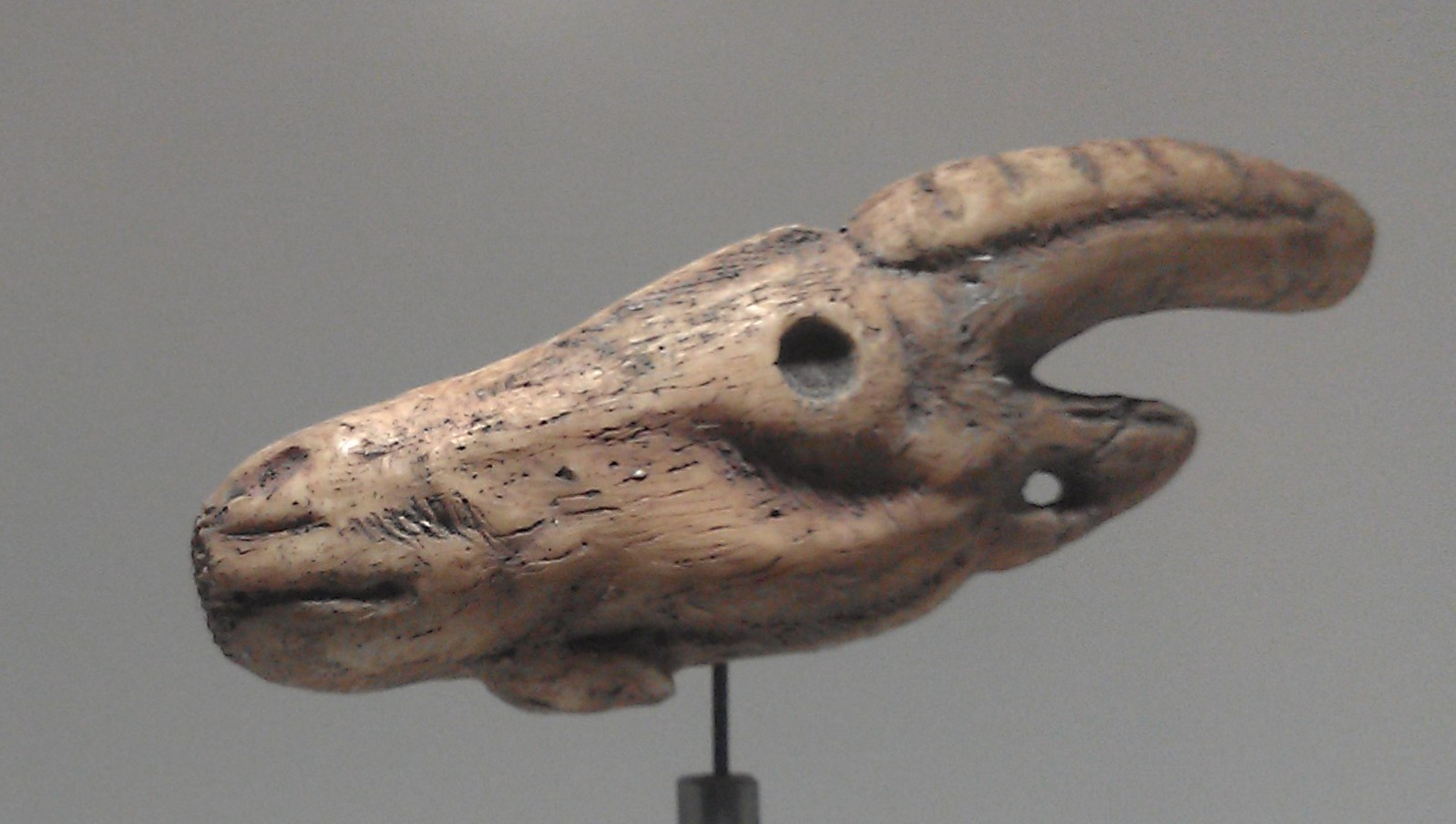
Sculpture de tête de chèvre en bois de cerf.

## Mobilier magdalénien
D'après les objets trouvés dans la grotte, il y avait une présence humaine de culture magdalénienne à la fin du Paléolithique supérieur. Certains objets de l'époque magdalénienne ont été parfaitement conservés. Les plus importants sont des harpons en os et une sculpture de tête de chèvre en bois de cerf.

## Bactéries
Des analyses publiées en 1999, menées à Altamira et à Tito Bustillo, ont dévoilé l'existence de bactéries. Les actinomycètes sont les plus abondantes des bactéries Gram-positives, avec une grande diversité d'espèces. Le genre Streptomyces domine, mais s'y trouvent aussi les genres Nocardia, Rhodococcus, Nocardioides (en), Amycolatopsis, Saccharothrix (famille des Lechevalieria (en)), Brevibacterium, Microbacterium (en) et actinomycètes coccoides (famille des Micrococcaceae).

## Protection
La grotte de Tito Bustillo a été inscrite en 2008 au Patrimoine mondial de l'Humanité, faisant partie des 17 grottes ajoutées cette année-là au site d'Altamira pour former le complexe d' « Altamira et art pariétal paléolithique du Nord de l'Espagne »,.